# Konfederacja Wolnych Związków Zawodowych Ukrainy
Konfederacja Wolnych Związków Zawodowych Ukrainy (ukr. Конфедерація вільних профспілок України, KVPU) – centrala związków zawodowych działająca na terenie Ukrainy. Oficjalnie zawiązana w czerwcu 1998.       
Jest członkiem Międzynarodowej Konfederacji Związków Zawodowych.       

## Historia
Konfederacja Wolnych Związków Zawodowych Ukrainy jest prawnym następcą Stowarzyszenia Wolnych Związków Zawodowych Ukrainy (FTU), które powstało na kongresie założycielskim Wolnych Związków Zawodowych Ukrainy 12 czerwca 1997.
Na nadzwyczajnym zjeździe, który odbył się 23 grudnia 1998, organizacja została przemianowana na Konfederację Wolnych Związków Zawodowych Ukrainy. Ale historia KVPU sięga końca lat 80. XX wieku, kiedy to na Ukrainie, podobnie jak w prawie wszystkich republikach byłego Związku Radzieckiego, odrodził się niezależny ruch związkowy.
Pierwsze niezależne związki zawodowe w Ukrainie powstały na tle ostrych konfliktów pracowniczych, przede wszystkim w górnictwie i transporcie. To właśnie w tych branżach w 1988 rozpoczęły się lokalne strajki, a wkrótce masowe demonstracje. Niezależne związki zawodowe narodziły się jako stowarzyszenia robotnicze o wyższym niż komitety strajkowe poziomie organizacyjnym.
Po inwazji Rosji na Ukrainę w 2022 KVPU zaangażowało się w aktywne niesienie pomocy ludności z terenów objętych konfliktem.

## Członkowie
W 2023 KVPU zrzeszał następujące związki zawodowe:
- Niezależny Związek Zawodowy Górników Ukrainy (NPGU),
- Ogólnoukraiński Związek Zawodowy „Ochrona Sprawiedliwości”,
- Wolny Związek Zawodowy Kolejarzy Ukrainy (VPZU),
- Wolny Związek Zawodowy Edukacji i Nauki Ukrainy (VPONU),
- Wolny Związek Zawodowy Pracowników Medycznych Ukrainy (VPMPU),
- Ogólnoukraiński Związek Zawodowy „Ziemia Ojczysta”,
- Wolny Związek Zawodowy Przedsiębiorców Ukrainy (VPPU),
- Związek Zawodowy-Stowarzyszenie Personelu Lotniczego Lotnictwa Cywilnego Ukrainy (PALS),
- Stowarzyszenie Przewoźników Samochodowych Ukrainy,
- Wolny Związek Zawodowy Pracujących Osób Niepełnosprawnych,